# Tell Mar Elias

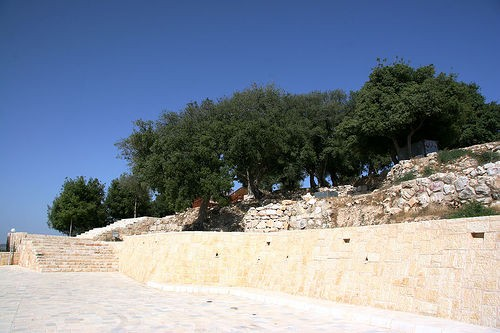
Tell Mar Elias, tháng 8 năm 2005

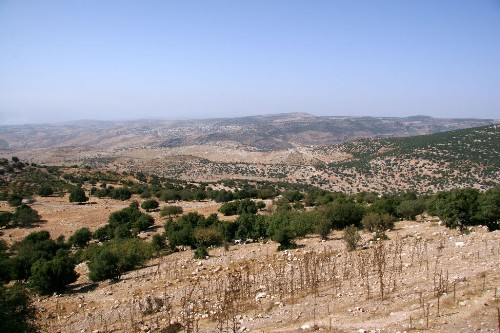
Cảnh quan nhìn về phía Tây bắc từ Tell Mar Elias, tháng 8 năm 2005

Đồi Mar Elias là một gò khảo cổ nằm ở Ajloun, phía bắc Jordan. Nơi đây từ lâu đã được đề cập đến trong Kinh Thánh như là quê hương của nhà tiên tri Êlia (hay Elias hoặc Eliya trong tiếng Ả Rập). Những gì còn lại được biết đến là một nhà thờ Byzantine lớn nhất ở Jordan nằm tại đây. Các hiện vật được tìm thấy bao gồm các hình khắc trên đá cẩm thạch và kim loại nhỏ liên quan đến tôn giáo hiện đang được trưng bày tại bảo tàng khảo cổ học gần lâu đài Ajloun.
Mar Elias đã được khai quật vào năm 1999 bởi Mohammad Abu Abila của Cục Cổ vật của Jordan. Ngày nay nó là một địa điểm hành hương tôn giáo.

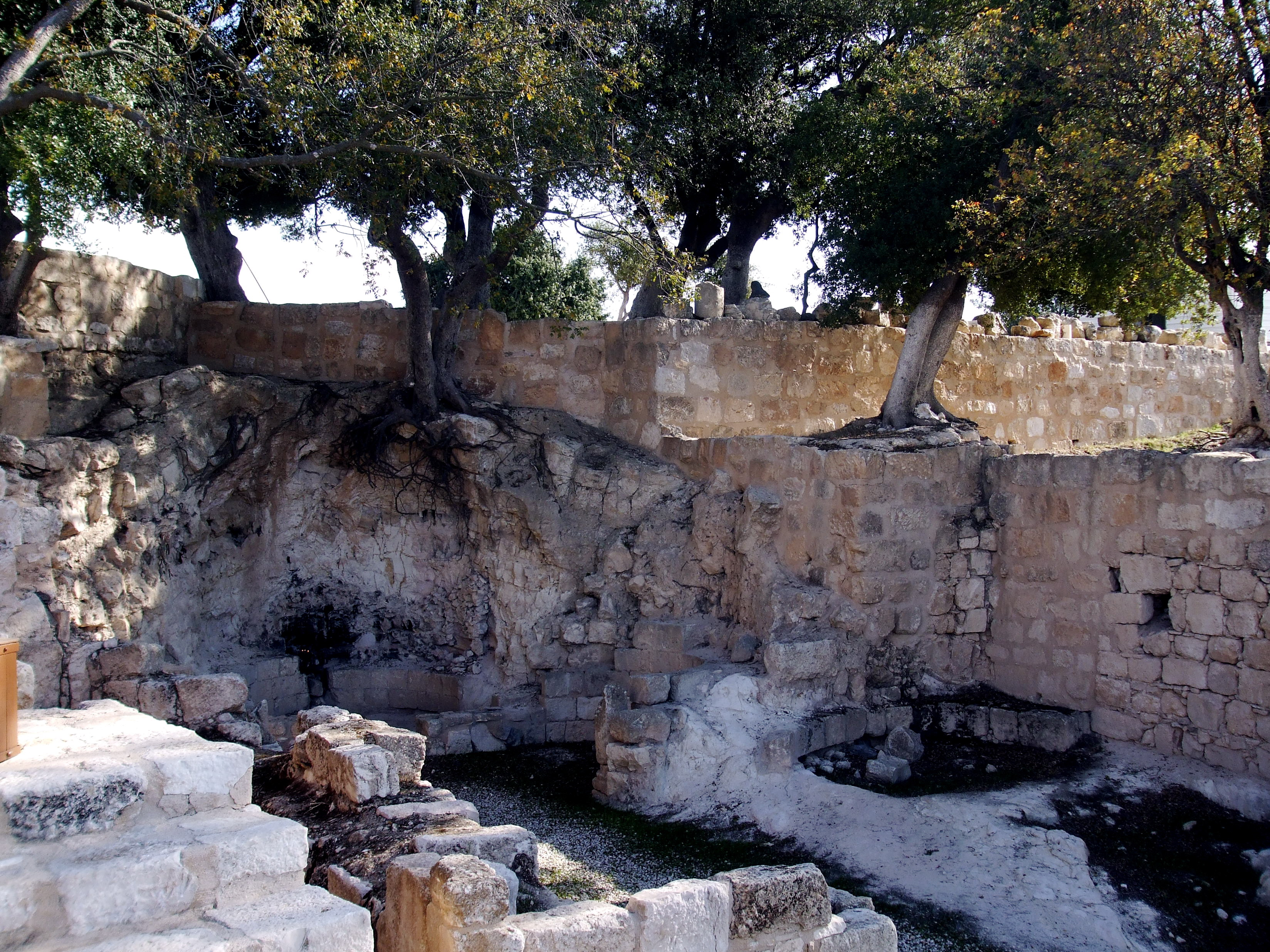
Nhà nguyện tại Mar Elias
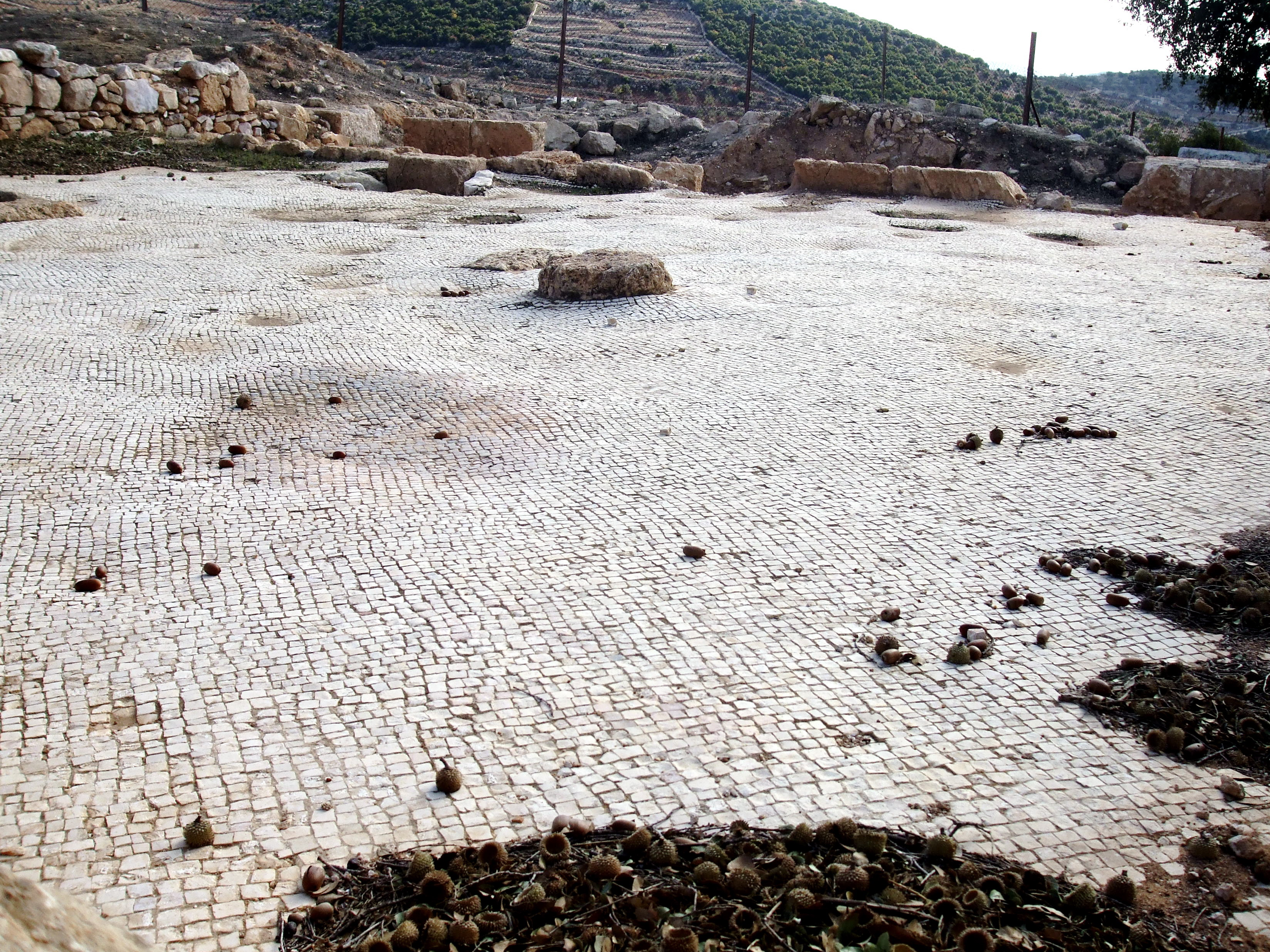
Sàn nhà được với đá khảm đơn giản
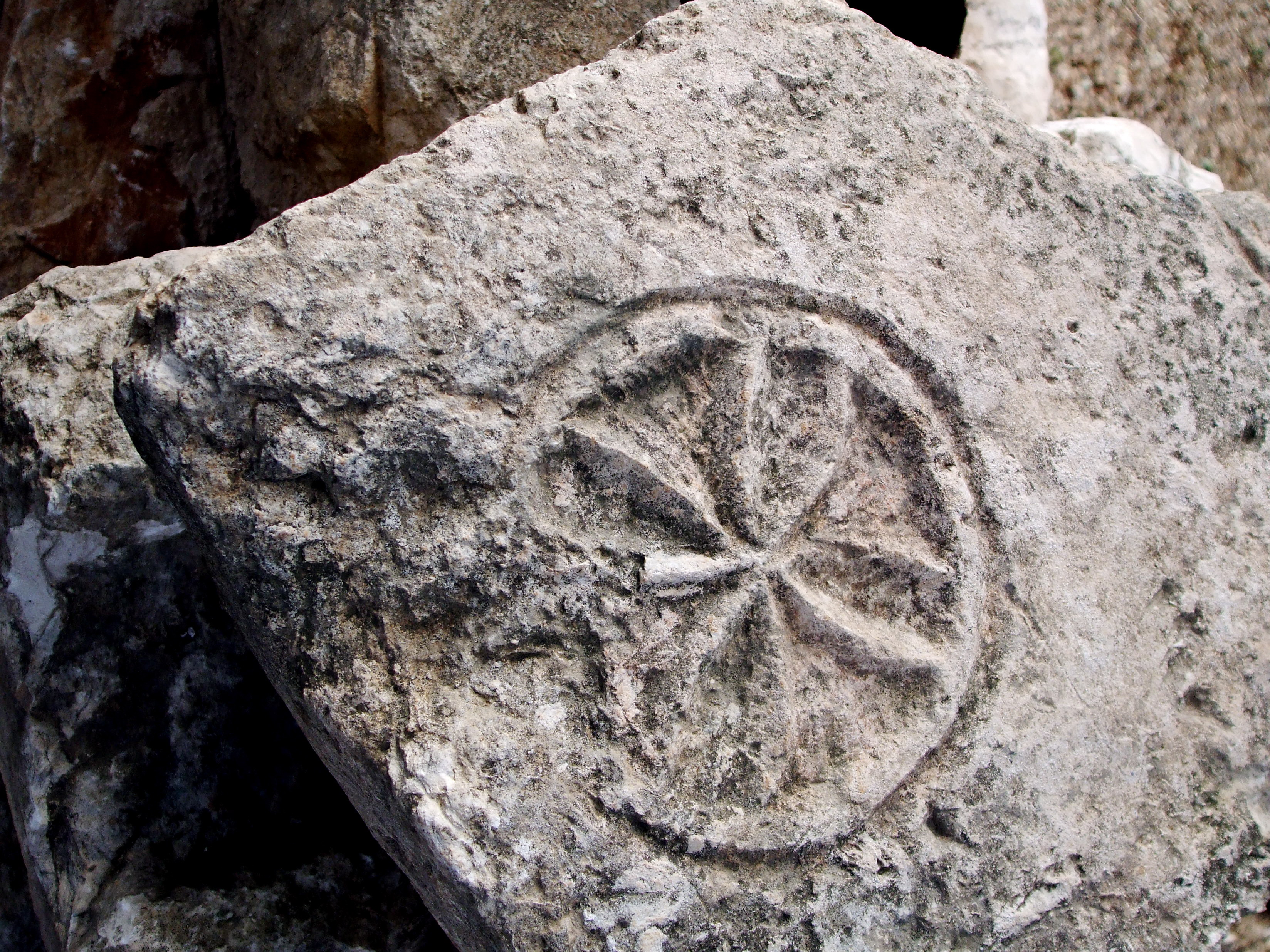
Hình khắc trên đá của một bông hoa hồng dạng chữ thập

## Video
- The Road to Mar Elias Cathedral
- Mar Elias Cathedral